# Dian Fossey

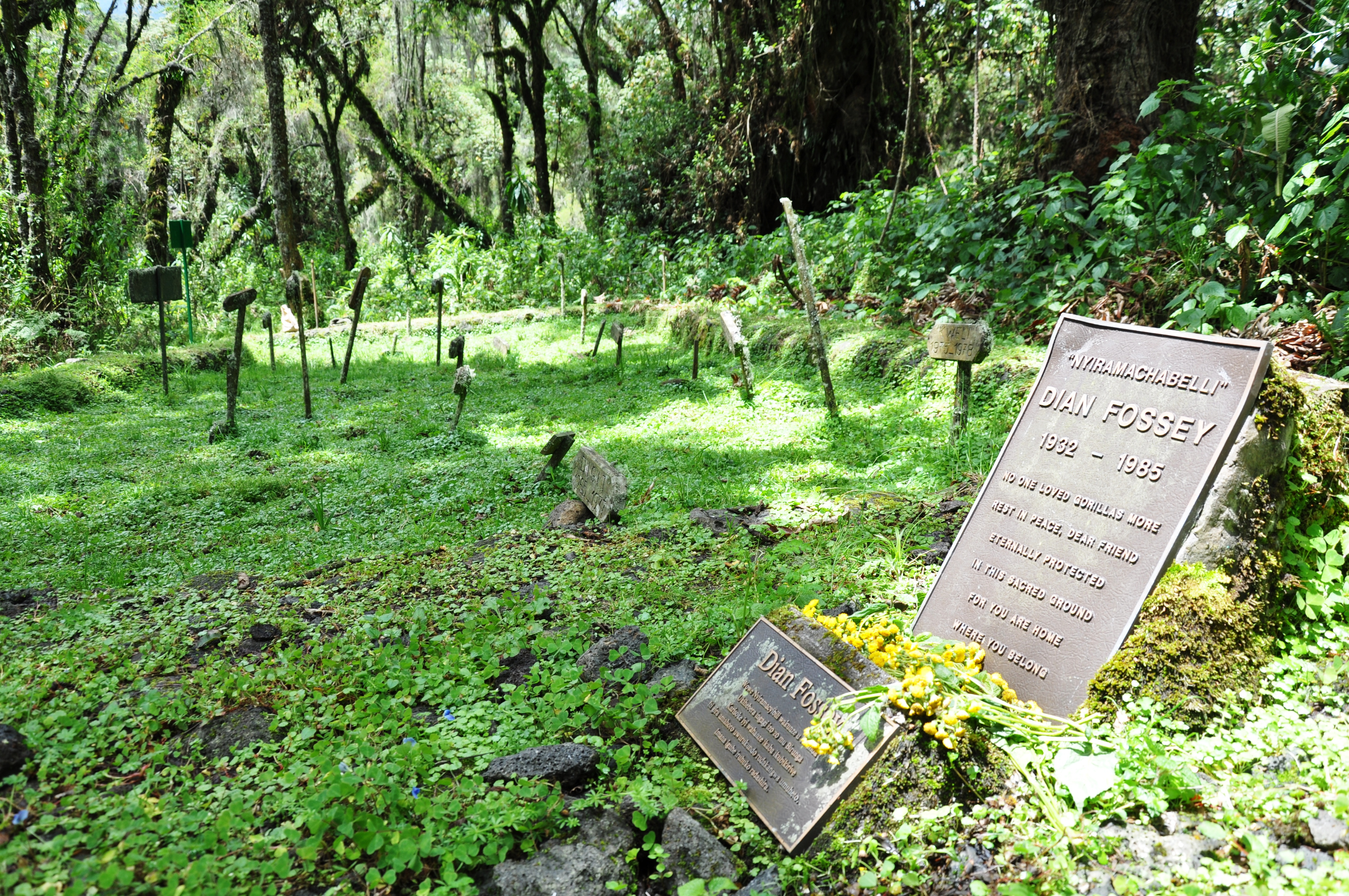
Fosseys Grab in Karisoke, im Hintergrund die Gräber ihrer Gorilla-Freunde

Dian Fossey (* 16. Januar 1932 in San Francisco, Kalifornien; † am oder vor dem 27. Dezember 1985 im Karisoke Research Center, Ruanda) war eine US-amerikanische Zoologin und Verhaltensforscherin, die sich der Erforschung des Verhaltens sowie dem Schutz der Berggorillas widmete. Einem breiten Publikum wurde sie bekannt, als im Jahre 1988 Motive aus ihrem Leben unter dem Titel Gorillas im Nebel mit Sigourney Weaver in der Hauptrolle verfilmt wurden.

## Leben und Wirken

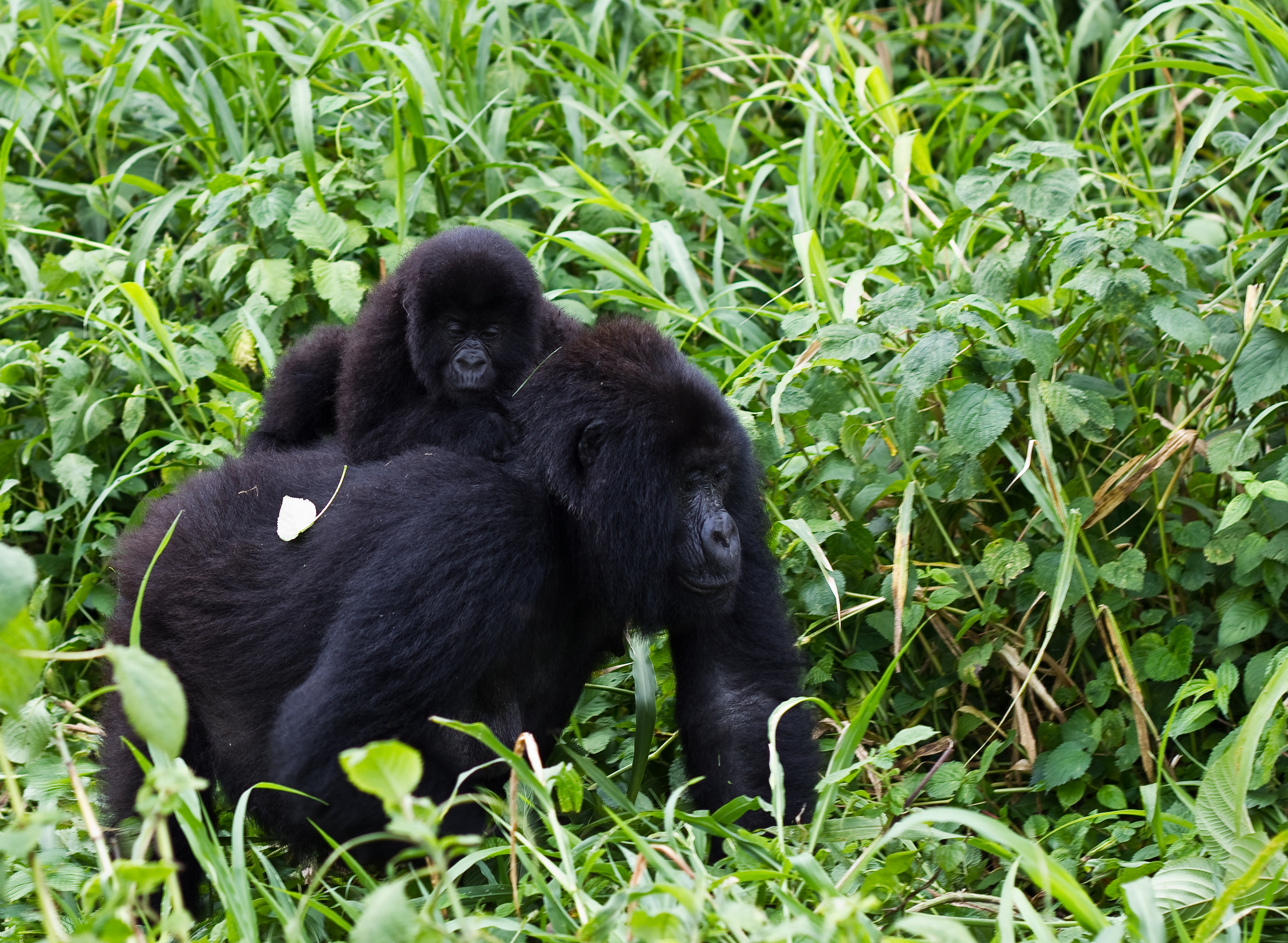
Gorillamutter mit Jungem im Virunga-Nationalpark im Kongo

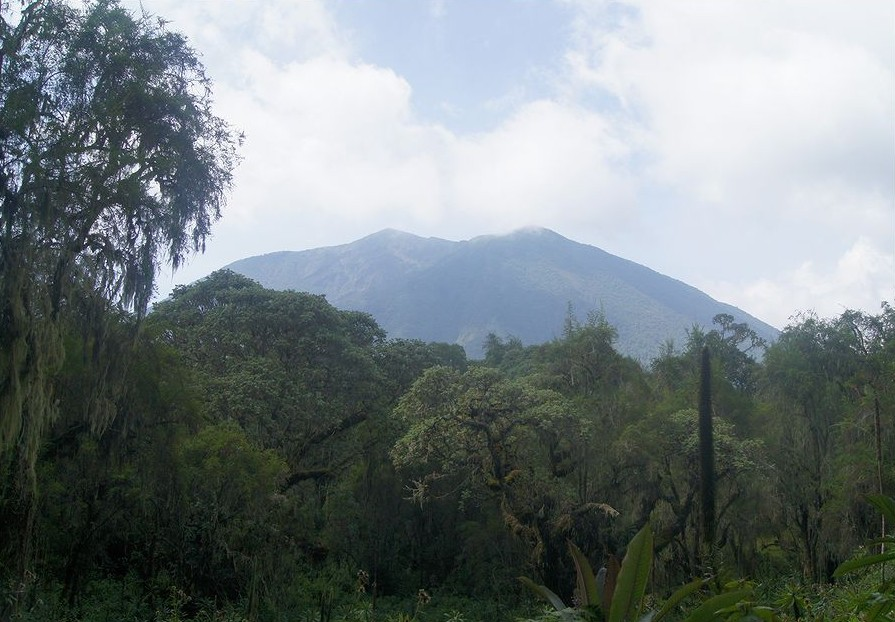
Fossey richtete ihr Karisoke Research Center in den Ausläufern des Visoke ein

Dian Fossey erlernte zunächst den Beruf der Ergotherapeutin. 1963 reiste sie zum ersten Mal nach Ostafrika, wo sie Louis Leakeys berühmte Ausgrabungsstätte in der Olduvai-Schlucht besuchte und später im kongolesischen Kabara ihre erste Begegnung mit Gorillas hatte.
Leakey, der sich als Paläontologe mit Problemen der Menschwerdung beschäftigte, hegte auch ein ganz besonderes Interesse am Verhalten der Menschenaffen als nächsten Verwandten des Menschen. Er hatte bereits die Weichen gestellt, so dass Jane Goodall ihre Feldforschung an Schimpansen in Tansania aufnehmen und Birutė Galdikas ein ähnliches Projekt an Orang-Utans in Borneo verwirklichen konnte, bevor Fossey ihn 1966 schließlich überzeugte, dass sie die geeignete Person sei, um eine Langzeitstudie über das Verhalten der Berggorillas aufzunehmen. Außerdem wollte Fossey ermitteln, wie viele Berggorillas überhaupt noch existierten.
Im Laufe der Zeit lernten die Berggorillas, Fossey in ihrer Mitte zu akzeptieren. Selbst die ältesten Silberrücken (männliche Leittiere eines Familienverbandes) – unter ihnen ihr erklärter Liebling Digit – ließen Fosseys ethologische Studien zu. Es gelang ihr in Filmen zu zeigen, wie die Berggorillas sie im Gesicht und an der Schulter berührten und sogar mit ihr kommunizierten, wie ihr die Jungtiere anvertraut wurden oder wie diese in ihrem Schoß schlafen durften. Jahrelang beobachtete Fossey die Gorillagruppen. Dadurch gelangen ihr bisher unbekannte Einblicke in deren Familienstrukturen, Verhaltensweisen sowie Kommunikationsverhalten. Finanziell unterstützt u. a. von der Leakey Foundation, organisierte Dian Fossey Parkwächter, zerstörte Wildererfallen und stellte Studien über die verschiedenen Gorillagruppen und deren Beziehungen an.
In Fachkreisen war Fossey dank ihrer Dokumentarfilme und Artikel in der Zeitschrift National Geographic bald bekannt, blieb aber aufgrund eigenwilliger Methodik wissenschaftlich umstritten. 1974 erhielt sie an der University of Cambridge bei Robert Hinde ihren PhD.
Fossey kämpfte gegen Wilderer und für die Erhaltung des Virunga-Nationalparks. Immer wieder mobilisierte sie all ihre Kräfte, um die Weltöffentlichkeit davon zu überzeugen, dass der Schutz der Gorillas notwendig sei. Im Kampf gegen die Wilderer nutzte sie jedoch mehrfach fragwürdige Mittel. Afrikanischen Regierungsvertretern gegenüber soll sie teilweise unbeherrscht aufgetreten sein. Sie galt als eine schwierige Person. Von Einheimischen wurde sie „Nyirmachabelli“ genannt, was „die Frau, die einsam im Wald lebt“ bedeutet.
Am Morgen des 27. Dezember 1985 wurde Fossey mit eingeschlagenem Schädel in ihrer Hütte im Karisoke Research Center aufgefunden. Bis heute konnte ihr Tod nicht aufgeklärt werden.
Der kanadische Schriftsteller Farley Mowat schreibt in seiner Biographie über Dian Fossey, es sei sehr unwahrscheinlich, dass Fossey durch Wilderer getötet worden sei. Wilderer hätten Fossey ohne Probleme und mit geringem Risiko im Wald erschießen können. In ihrer Hütte dagegen kam es zum Kampf mit ihrem Mörder. Fossey schaffte es noch, eine Pistole zu finden. Die Munition hatte aber das falsche Kaliber.
Es sei sehr wahrscheinlich, dass Fossey von jenen ermordet worden ist, die sie als Behinderung der touristischen und finanziellen Ausnutzung der Gorillas ansahen. Ein Mord im Wald hätte dem Tourismus geschadet.
Die ruandische Tourismusbehörde hatte mehrmals versucht, Fossey außer Landes zu treiben. Wochen vor ihrem Tod verweigerte sie Fossey eine Verlängerung ihres Visums. Jedoch schaffte es Fossey durch einen ihr wohlgesinnten hohen Beamten der Einwanderungsbehörde, ein neues Visum für zwei Jahre zu bekommen. Mowat glaubt, dass die Verlängerung ihres Visums Fosseys Todesurteil war. Jene, die laut Mowats Biographie versuchten, Fossey das Forschungszentrum wegzunehmen, seien das ORTPN (ruandische Tourismusbehörde), ausländische Naturschutzorganisationen (WWF, AWF, FPS und Mountain Gorilla Project) sowie einige ihrer ehemaligen Studenten (Harcourt, Stewart, Vedder, Watts) gewesen. Die oben genannten Organisationen hätten oftmals Spenden in Fosseys Namen gesammelt, obwohl nichts von diesen Geldern an Fossey und ihre Anti-Wilderer-Patrouillen gegangen sei. Stattdessen seien die meisten Mittel in kostspielige Tourismusprojekte geflossen und an das nach Fosseys Worten „nutzlose Parkmanagement“. In ihren letzten zwei Jahren gab Fossey an, keinen einzigen Gorilla verloren zu haben, während das Mountain Gorilla Project, das durch oben genannte Organisation gesponsert wurde und das Gebiet um den Sabinyo überwachen sollte, versucht habe, mehrere durch Wilderer verursachte Todesfälle durch die Behauptung  zu vertuschen, von Touristen übertragene Krankheiten seien die Todesursache gewesen.
Fossey wurde ihrem Wunsch entsprechend auf dem Gorillafriedhof beigesetzt, den sie in der Nähe ihrer Forschungsstation angelegt hatte.

## Würdigungen
Die University of Cambridge verlieh ihr im Jahr 1980 die Ehrendoktorwürde.
Im Jahr 1988 wurde unter der Regie von Michael Apted der Spielfilm Gorillas im Nebel gedreht, dessen Drehbuch Anna Hamilton Phelan auf Basis von Fosseys Autobiografie verfasst hatte. Die Hauptrolle der Dian Fossey spielte Sigourney Weaver. Sie erhielt im Jahr 1989 für diese Rolle eine Oscar-Nominierung. Der Film wurde mit dem Golden Globe ausgezeichnet. Sigourney Weaver ist Ehrenvorsitzende des Dian Fossey Gorilla Funds, der sich für die Erhaltung der vom Aussterben bedrohten Berggorillas einsetzt. 2006 kehrte sie zum Schauplatz des Films zurück und drehte für die BBC die Dokumentation Gorillas Revisited.
Der Asteroid (23032) Fossey wurde nach ihr benannt.
Eine Population von Koboldmakis von Sulawesi erhielt 1991 ihr zu Ehren den wissenschaftlichen Namen Tarsius dianae. Später stellte sich heraus, dass die Population identisch mit Tarsius dentatus ist.

## Schriften
- Gorillas im Nebel. (Originaltitel: Gorillas in the Mist). Kindler, München 1989, ISBN 3-426-40104-5.